# Ранолазин
Ранолазин (англ. Ranolazine, лат. Ranolazinum) — лікарський препарат, який за своїм хімічним складом є похідним піперазину та застосовується перорально. Ранолазин розроблений у США та уперше запатентований у 1986 році фармацевтичною компанією «CV Therapeutics». У 2006 році ранолазин допущений FDA для клінічного використання у хворих із стабільною стенокардією. У 2008 році фірма-розробник препарату надала виключні ліцензійні права на виробництво та маркетинг препарату в Європі фармацевтичному концерну «Menarini», та з квітня 2008 року допущений Європейським агентством з лікарських засобів для використання у хворих із стабільною стенокардією на території ЄС. У 2009 році компанія «Gilead Sciences» викупила компанію «CV Therapeutics», та отримала ліцензійні права на виробництво та маркетинг ранолазину.

## Фармакологічні властивості
Ранолазин — синтетичний препарат, що по хімічному складу є похідним піперазину та належить до групи метаболічних препаратів. Препарат є рацематом із двох енантіомерів. Початкові дослідження препарату вказували на те, що механізм його дії аналогічний механізму дії іншого препарату з цієї групи — триметазидину — інгібування ферменту 3-кетоацил-КоА-тіолази, що призводить до гальмування β-окислення жирних кислот, внаслідок чого при ішемії міокарду активується окислення глюкози, яке потребує меншого використання кисню клітинами та знижує ішемію тканин. Але у подальших дослідженнях встановлено, що ранолазин інгібує пізні потоки іонів натрію через канали міокарду, що призводить до зниження внутрішньоклітинного накопичення клітинами міокарду натрію, що в свою чергу призводить до зниження зворотного натрій-кальцієвого обміну в міокарді. Зниження натрій-кальцієвого обміну призводить до зменшення внутрішньоклітинного накопичення кальцію в клітинах міокарду, що в свою чергу призводить до розслаблення міокарду та подовженню діастоли, що покращує механічну та електричну функцію міокарду, а також і коронарний кровообіг без впливу на гемодинамічні параметри — частоту серцевих скорочень та артеріальний тиск. Ранолазин має виражену антиангінальну та антиішемічну дію, знижує частоту приступів та підвищує толерантність до фізичних навантажень у хворих стенокардією, а також знижує потребу міокарду в кисні. Щоправда, антиангінальна дія препарату краще виражена при комбінації ранолазину з іншими ангінальними препаратами, монотерапія ранолазином є менш ефективною. Під час лікування ранолазином знижується кількість приступів аритмій, у тому числі шлуночкових типу «пірует», незважаючи на те, що при його застосуванні спостерігається подовження коригованого інтервалу QT на ЕКГ. Згідно даних клінічних досліджень, ранолазин може значно знижувати артеріальний тиск у легеневій артерії при легеневій гіпертензії. Ранолазин також знижує вміст у плазмі крові глікозильованого гемоглобіну в хворих цукровим діабетом, причини цього явища поки що не вивчені, але ймовірним механізмом дії препарата в даному випадку може бути вплив на іонні канали бета-клітин острівців Лангерганса підшлункової залози. У клінічних дослідженнях ранолазин виявив ефективність у лікуванні пароксизмальної форми фібриляції передсердь при сумісному застосуванні з дронедароном та із використанням двокамерних кардіостимуляторів. Сумісне застосування ранолазину з метопрололом, пропранололом або дилтіаземом посилювало антиангінальний ефект даних препаратів, але часто призводило до збільшення побічних ефектів унаслідок застосування даної комбінації.

### Фармакокінетика
Ранолазин відносно повільно та не повністю всмоктується після перорального застосування, біодоступність препарату складає від 35 до 90 % , та має виражену індивідуальну варіабельність. При збільшенні дози препарату спостерігається також підвищення біодоступності ранолазину. Після перорального прийому максимальна концентрація ранолазину в крові досягається протягом 2—6 годин. Препарат у помірній кількості (на 62 %)зв'язується з білками плазми крові. Ранолазин практично повністю метаболізується у печінці з утворенням неактивних метаболітів. Виводиться препарат із організму переважно з сечею, частково з калом у вигляді метаболітів. Період напіввиведення ранолазину із плазми крові становить 7 годин, цей час може збільшуватися у осіб із печінковою та нирковою недостатністю.

## Показання до застосування
Згідно сучасних нормативних рекомендацій, ранолазинин застосовується виключно для лікування стабільної стенокардії напруги.

## Побічна дія
При застосуванні ранолазину побічні ефекти виникають рідко. Найчастішим побічним ефектом є подовження корегованого інтервалу QT на ЕКГ, яке, однак, не призводить до збільшення числа фатальних аритмій. Серед інших побічних ефектів, згідно даних клінічних досліджень, найчастіше спостерігаються запаморочення (у 6,2 % випадків), головний біль (5,5 % випадків), закреп (4,5 % випадків), нудота (4,4 % випадків), астенічний синдром, периферичні набряки. Синкопальні стани при застосуванні ранолазину зустрічаються у менш ніж 1 % випадків. Серед інших побічних ефектів нечасто або рідко спостерігаються алергічні реакції, біль у животі, панкреатит, зниження апетиту, втрата ваги, тривога, безсоння, приливи крові до обличчя, артеріальна гіпотензія (у тому числі ортостатична), кашель, задишка, носова кровотеча, болі в м'язах, дизурія, еректильна дисфункція.

## Протипокази
Ранолазин протипоказаний при підвищеній чутливості до препарату, важкій печінковій та нирковій недостатності, вагітності та годуванні грудьми, у віці до 18 років. Ранолазин не рекомендований до застосування разом із інгіторами CYP3A4 (ітраконазол, кетоконазол, позаконазол, інгібітори протеази, кларитроміцин, телітроміцин, нефазодон); з антиаритмічними препаратами класу IA (хінідин) або класу III (дофетилід), із соталолом (але дозволено з аміодароном). З обережністю препарат має застосовуватися у осіб похилого віку або у хворих із недостатнім відживленням.

## Форми випуску
Ранолазин розроблений для застосування і в ін'єкційній формі, проте натепер випускається лише у вигляді форм для перорального застосування — таблеток по 0,375; 0,5; 0,75 г та 1,0 г.